# Säynätsalo
Säynätsalo är en före detta kommun i landskapet Mellersta Finland i före detta Mellersta Finlands län (senare i Västra Finlands län). Säynätsalos landyta ligger huvudsakligen på tre öar i Päijänne. Öarna heter Säynätsalo, Lehtisaari och Muuratsalo. 
Säynätsalo var till ytan en av Finlands minsta kommuner. Kommunen grundades år 1924. Säynätsalo sammanslogs den 1 januari 1993 med Jyväskylä stad och utgör nu stadens 37:e stadsdel. Säynätsalo var enspråkigt finskt.

## Externa länkar

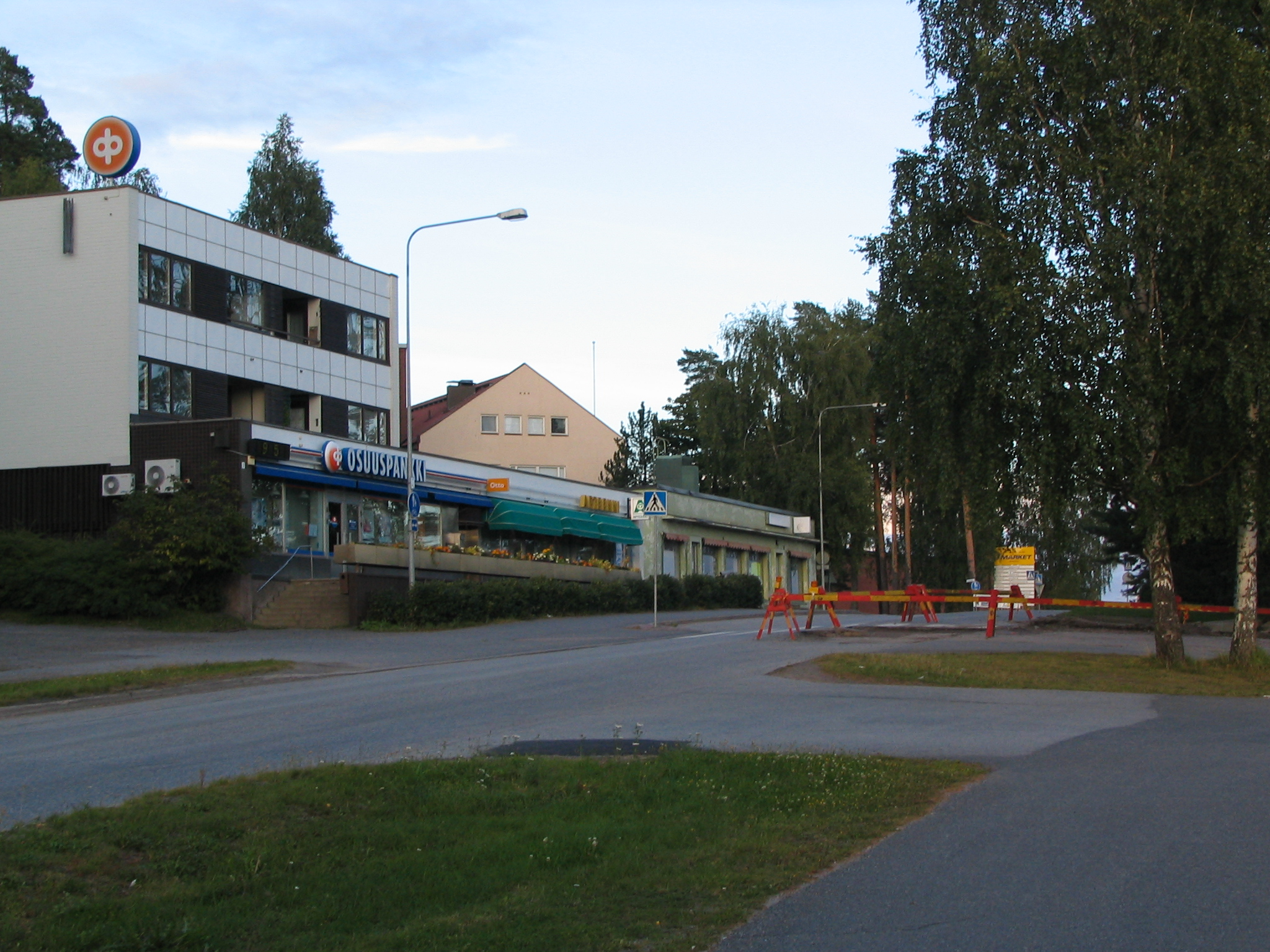
Huvudgatan (Parviaisentie) på huvudön Säynätsalo
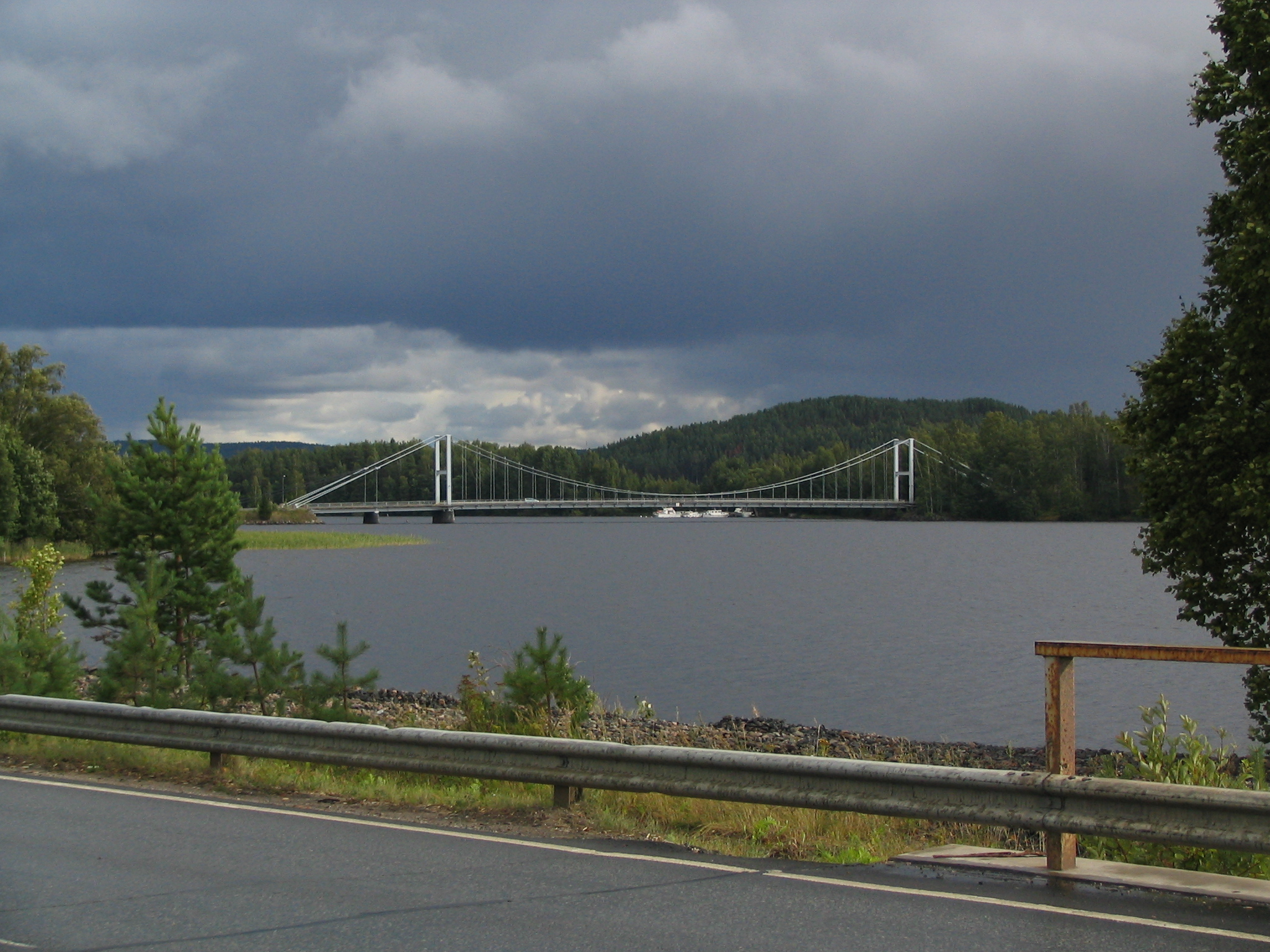
Louhunsalmi hängbro, som förbinder huvudön med ön Lehtisaari
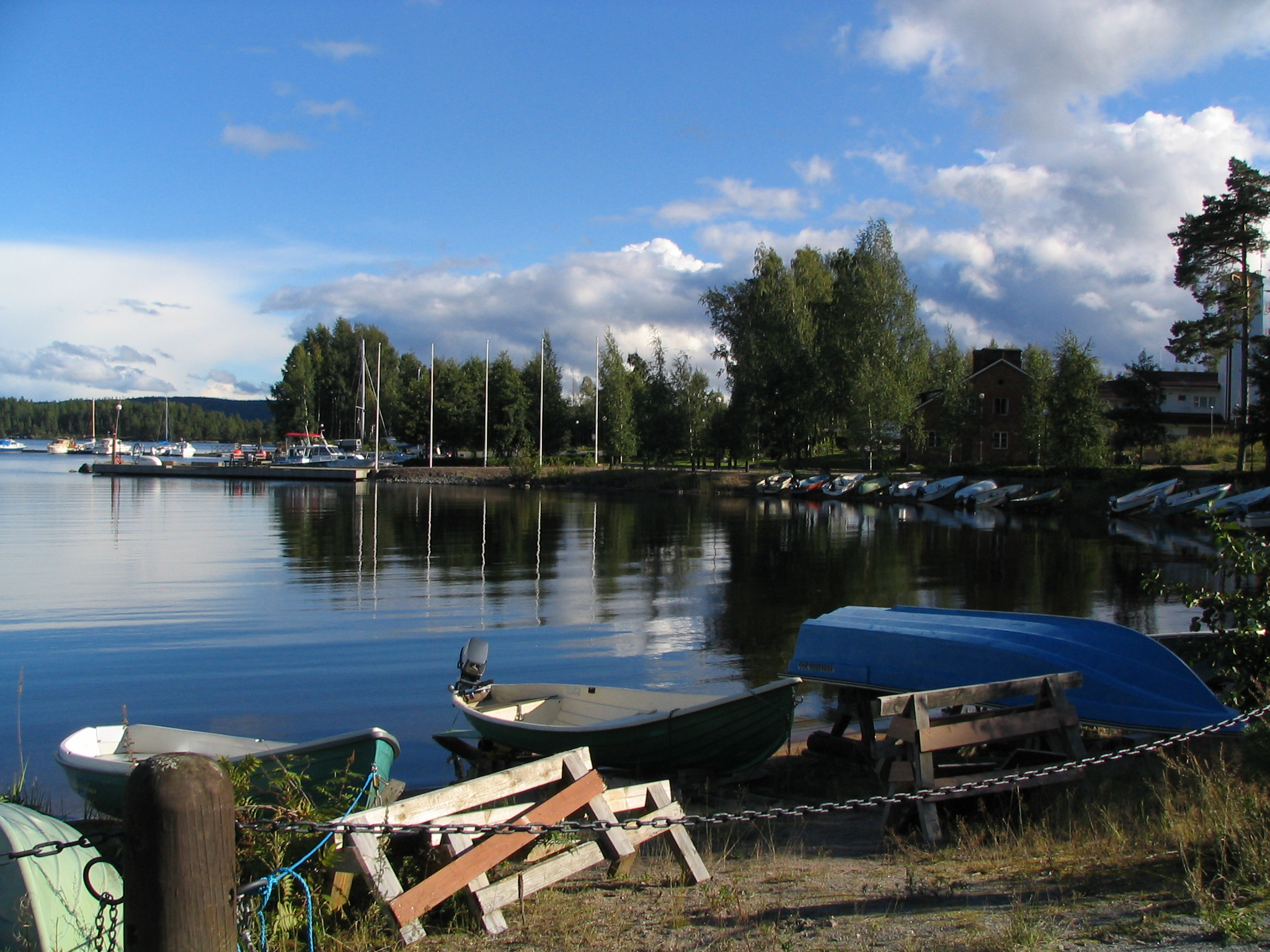
Hamnen
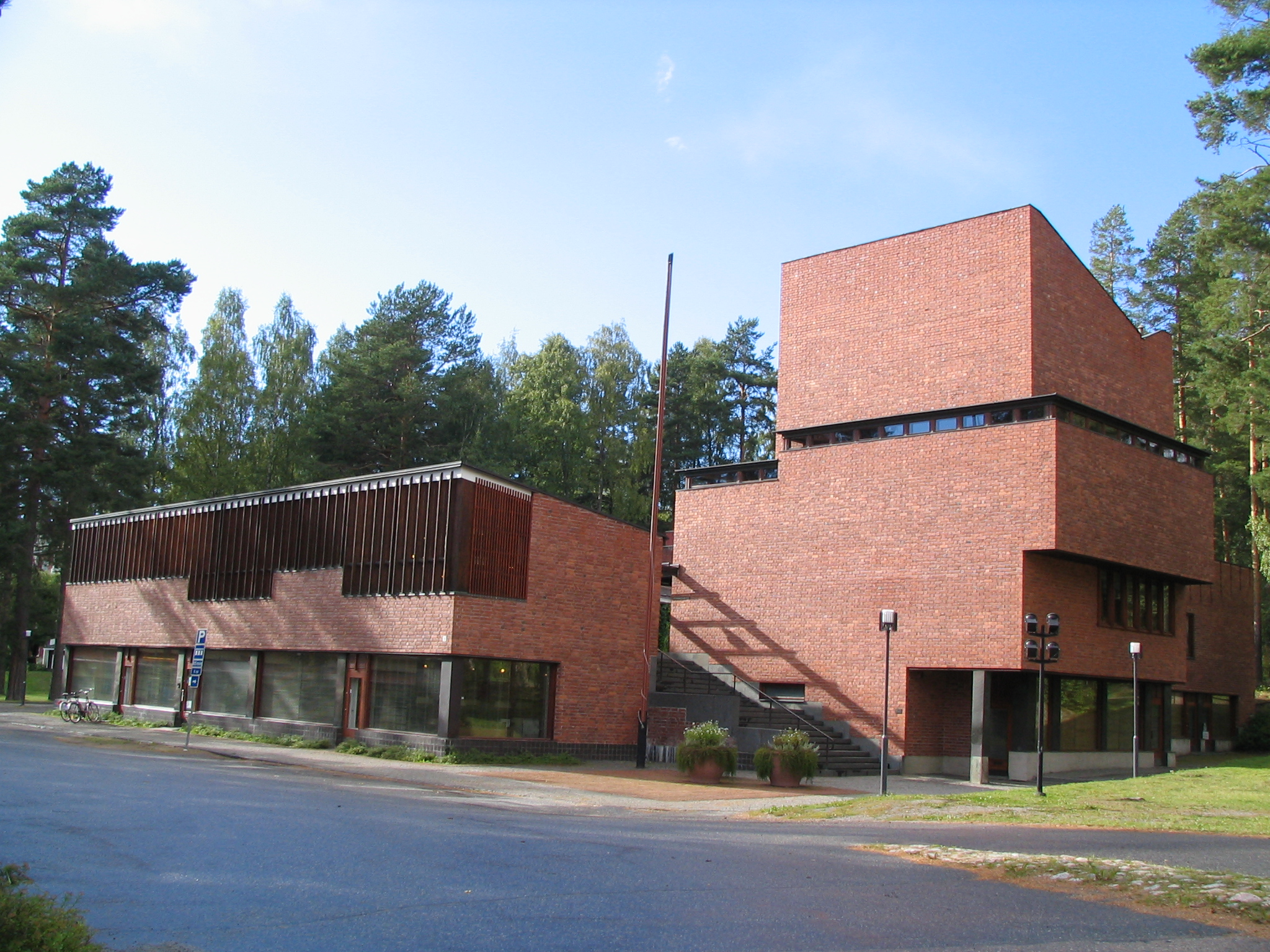
Kommunhuset (Alvar Aalto, 1952)
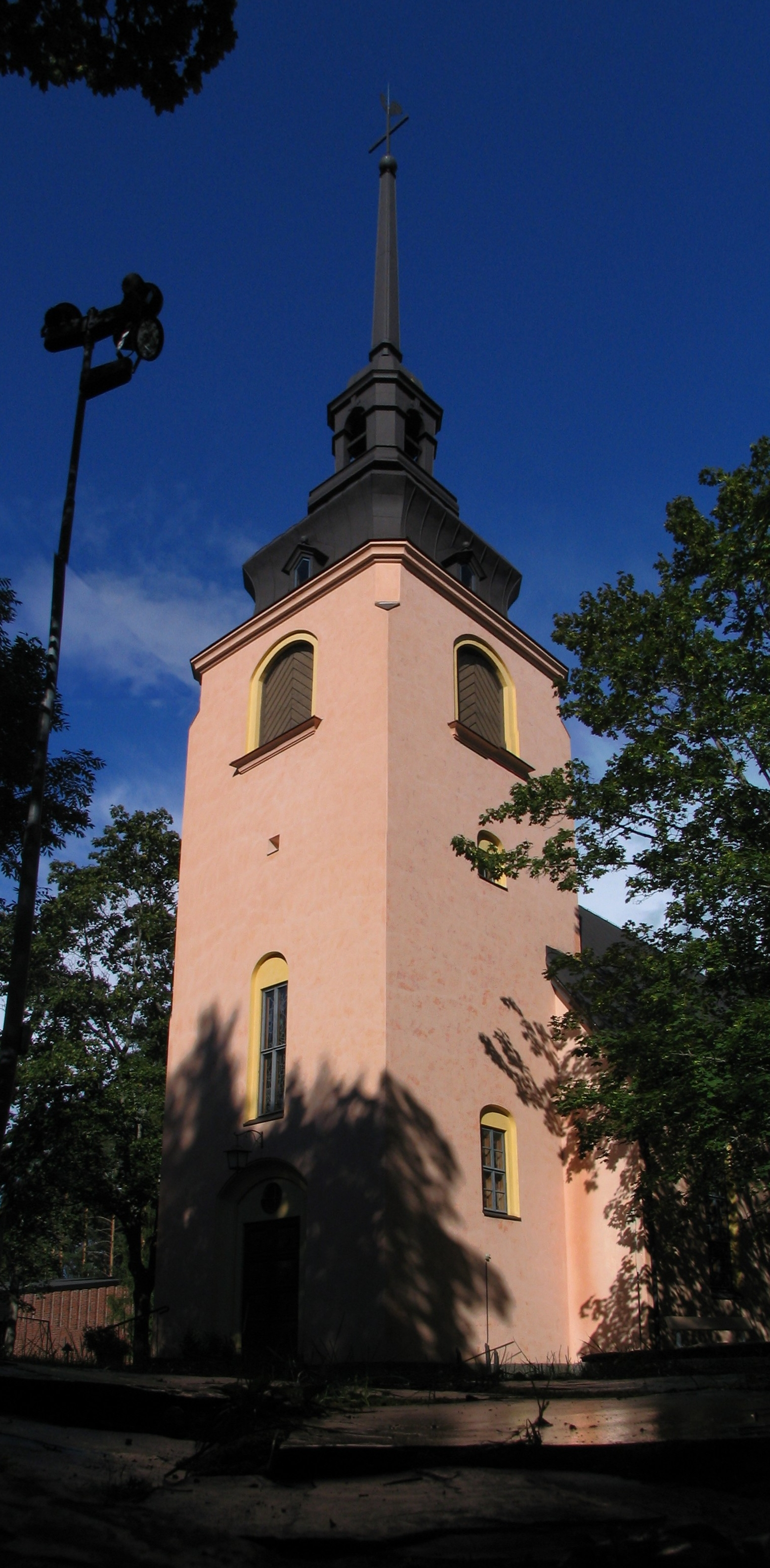
Säynätsalo kyrka (Armas Lindgren och Bertel Liljequist, 1927)

## Politik

### Mandatfördelning i Säynätsalo kommun, valen 1976–1988
| 9 | 9 | 3 |

| 9 | 9 | 3 |

| 8 | 9 | 4 |

| 7 | 9 | 5 |